# اولپرینون
اولپرینون (INN) یک عامل قلب و عروق است که از سال ۱۹۹۶ در ژاپن به بازار عرضه شده‌است.